# メチルピリジニウム
メチルピリジニウム(Methylpyridinium)は、ピリジンをN-メチル化した第四級アンモニウムカチオンである。コーヒー製品に含まれる。焙煎前のコーヒー豆では見られないが、焙煎により、前駆体のトリゴネリンから生成する。特に大腸癌に対する抗発癌物質の性質を持つ可能性があり、研究が行われている。

## イオン液体
N-メチルピリジニウムの塩化物は、溶融状態中でのイオン液体として振る舞う。塩化亜鉛の様々な混合物での性質は、150-200℃の範囲で、多くの研究者により調べられている, , , 。